# セベクヘテプ8世
セベクヘテプ8世（在位:紀元前1645年 - 紀元前1629年頃）は、古代エジプト第二中間期のファラオ。第13王朝もしくは第16王朝に属すと考えられる。

## 概要
即位名はセケムラー・セウセクタウイ。トリノ王名表の記述によれば16年間統治した。Ryholtの説によれば、この頃ヒクソスの第15王朝がメンフィスとデルタ地帯を攻め落とし、下エジプトに残存していた第13王朝を終焉させた。
治世4年目の最期の月、ナイル川が洪水を起こし、神殿も浸水した。王はそれを利用し、原初の水ヌンの中から最初の陸地ベンベンが隆起し、ラーがそこに降り立ったという天地創造の神話を再現するパフォーマンスを行った。

### 情報源
カルナック神殿の分署内から見つかった石碑から知られる。これはアメンヘテプ3世の神殿造営の際、資材として流用されていた。